# Cosenza Calcio 2001-2002
Questa voce raccoglie le informazioni riguardanti il Cosenza Calcio nelle competizioni ufficiali della stagione 2001-2002.

## Stagione
Nella stagione 2001-2002 il Cosenza disputa il campionato di Serie B, raccoglie 47 punti con il quindicesimo posto della classifica. Per il Cosenza è stata una salvezza ottenuta con il brivido, grazie alle due vittorie di fine campionato, la penultima giornata in casa, vinta (3-2) contro il Palermo, ed il miracolo di Empoli, con la vittoria (1-2) ottenuta contro i toscani, da due settimane già promossi in Serie A. Nel corso della stagione sulla panchina cosentina si sono alternati due tecnici Luigi De Rosa ed Emiliano Mondonico nell'intento di riuscire a mantenere la categoria. Salvezza ottenuta anche grazie alle 13 reti di Igor Zaniolo e alle 10 reti del francese Nassim Mendil. Nella Coppa Italia i rossoblù disputano il girone 2 di qualificazione, che ha promosso il Como, dove ottiene solo due pareggi con Ascoli e Venezia.

## Rosa

Il neoacquisto Igor Zaniolo, decisivo nella rincorsa alla salvezza con 13 gol.

| N. |                     | Ruolo | Calciatore             |
| -- | ------------------- | ----- | ---------------------- |
| 1  | Italia (bandiera)   | P     | Davide Micillo         |
| 2  | Italia (bandiera)   | D     | Marco Colle            |
| 2  | Italia (bandiera)   | C     | Pasquale Rocca         |
| 3  | Italia (bandiera)   | C     | Francesco Modesto      |
| 4  | Italia (bandiera)   | C     | Mauro Briano           |
| 4  | Paraguay (bandiera) | D     | Paulo Da Silva         |
| 4  | Italia (bandiera)   | D     | Martino Traversa       |
| 5  | Italia (bandiera)   | C     | Luca Altomare          |
| 6  | Italia (bandiera)   | A     | Gianluigi Lentini      |
| 7  | Italia (bandiera)   | C     | Carmelo Imbriani       |
| 8  | Ghana (bandiera)    | C     | Mark Edusei            |
| 9  | Italia (bandiera)   | A     | Daniele Morante        |
| 9  | Italia (bandiera)   | A     | Paolo Gallo            |
| 10 | Italia (bandiera)   | C     | Pietro Strada          |
| 11 | Italia (bandiera)   | A     | Tomaso Tatti           |
| 12 | Italia (bandiera)   | P     | Isidoro Marchese       |
| 13 | Italia (bandiera)   | D     | Cristian Silvestri     |
| 13 | Italia (bandiera)   | D     | Joseph Dayo Oshadogan  |
| 14 | Italia (bandiera)   | A     | Federico Giampaolo     |
| 15 | Brasile (bandiera)  | C     | Anderson Luís Pinheiro |
| 16 | Paraguay (bandiera) | D     | Rubén Maldonado        |
| 17 | Italia (bandiera)   | D     | Aniello Parisi         |

| N. |                    | Ruolo | Calciatore                |
| -- | ------------------ | ----- | ------------------------- |
| 18 | Italia (bandiera)  | D     | Cristiano Pavone          |
| 18 | Italia (bandiera)  | C     | Michele Baldi             |
| 19 | Italia (bandiera)  | D     | Fabio Di Sole             |
| 20 | Italia (bandiera)  | D     | Manuele Guzzo             |
| 21 | Francia (bandiera) | A     | Nassim Mendil             |
| 22 | Italia (bandiera)  | P     | Davide Falcioni           |
| 23 | Italia (bandiera)  | D     | Alberto Nocerino          |
| 23 | Senegal (bandiera) | D     | Djibril Diawara           |
| 24 | Italia (bandiera)  | D     | Alfonso Caruso            |
| 25 | Italia (bandiera)  | C     | Roberto Occhiuzzi         |
| 27 | Italia (bandiera)  | C     | Pasquale Apa              |
| 29 | Italia (bandiera)  | C     | Marco Scarnato            |
| 30 | Italia (bandiera)  | D     | Giovanni Paschetta        |
| 30 | Italia (bandiera)  | C     | Stefano Morrone           |
| 31 | Italia (bandiera)  | D     | Silvio Vertullo           |
| 69 | Italia (bandiera)  | C     | Marco Giandebiaggi        |
| 76 | Italia (bandiera)  | P     | Gabriele Aldegani         |
| 77 | Italia (bandiera)  | A     | Igor Zaniolo              |
| 78 | Italia (bandiera)  | C     | Filippo Antonelli Agomeri |
| 80 | Italia (bandiera)  | A     | Massimo Perna             |
| 81 | Italia (bandiera)  | C     | Francesco Paonessa        |
| 99 | Italia (bandiera)  | C     | Damiano Moscardi          |

## Risultati

### Serie B

#### Girone di andata
| Arbitro: | Palanca (Roma) |

|                              |           |                        |
| Zaniolo 67’ Tatti 72’ (rig.) | Marcatori | 90’ (rig.) Ghirardello |

| Arbitro: | Rosetti (Torino) |

|                |           |            |
| Possanzini 21’ | Marcatori | 9’ Zaniolo |

| Arbitro: | Bolognino (Milano) |

|                    |           |                |
| Zaniolo 38’, 45+5’ | Marcatori | 69’, 73’ Nappi |

| Arbitro: | Dattilo (Locri) |

|  |           |            |
|  | Marcatori | 10’ Strada |

| Arbitro: | Morganti (Ascoli Piceno) |

|            |           |                                        |
| Mendil 78’ | Marcatori | 49’ Terni 68’ Zanini 72’, 79’ Oliveira |

| Arbitro: | Bertini (Arezzo) |

|  |           |             |
|  | Marcatori | 75’ Bogdani |

| Arbitro: | De Santis (Tivoli) |

|                              |           |                               |
| Schwoch 59’, 61’, 80’ (rig.) | Marcatori | 20’ Giandebiaggi 65’ Moscardi |

| Arbitro: | Ayroldi (Molfetta) |

|  |           |              |
|  | Marcatori | 82’ Fabbrini |

| Arbitro: | Cassarà (Palermo) |

|                                |           |           |
| Gia. Tedesco 40’ Vignaroli 60’ | Marcatori | 38’ Tatti |

| Arbitro: | Cruciani (Pesaro) |

|                       |           |               |
| Edusei 40’ Mendil 41’ | Marcatori | 89’ A. Pagano |

| Arbitro: | Morganti (Ascoli Piceno) |

|                             |           |            |
| Godeas 73’ (rig.), 77’, 88’ | Marcatori | 53’ Mendil |

| Arbitro: | Tombolini (Ancona) |

|                             |           |            |
| Mendil 34’ F. Giampaolo 51’ | Marcatori | 20’ Mensah |

| Arbitro: | Trefoloni (Siena) |

|                              |           |                                         |
| Albino 9’ Parente 83’ (rig.) | Marcatori | 14’, 69’ (rig.) F. Giampaolo 64’ Mendil |

| Arbitro: | Morganti (Ascoli Piceno) |

|  |           |                   |
|  | Marcatori | 84’, 90+2’ Mendil |

| Arbitro: | Cruciani (Pesaro) |

|                       |           |             |
| Zaniolo 36’ Tatti 87’ | Marcatori | 3’ Collauto |

| Arbitro: | Racalbuto (Gallarate) |

|                                                   |           |                         |
| Stellone 15’, 42’ Montezine 47’ Jankulovski 90+2’ | Marcatori | 5’ Zaniolo 66’ Imbriani |

| Arbitro: | Cassarà (Palermo) |

|                  |           |  |
| F. Giampaolo 87’ | Marcatori |  |

| Arbitro: | Trefoloni (Siena) |

|             |           |             |
| Guidoni 63’ | Marcatori | 48’ Zaniolo |

| Arbitro: | Saccani (Mantova) |

|  |           |                                          |
|  | Marcatori | 16’ Maccarone 63’ Di Natale 90+4’ Rocchi |

#### Girone di ritorno
| Arbitro: | Palanca (Roma) |

|                          |           |  |
| Mazzoleni 53’ Sturba 70’ | Marcatori |  |

| Cosenza 18 gennaio 2002 21ª giornata | Cosenza            | 0 – 0 | Sampdoria | Stadio San Vito\| Arbitro: \| De Santis (Tivoli) \| |
| Arbitro:                             | De Santis (Tivoli) |       |           |                                                     |

| Arbitro: | Nucini (Bergamo) |

|                 |           |                        |
| Fabris 66’, 87’ | Marcatori | 41’ Mendil 63’ Zaniolo |

| Arbitro: | Palanca (Roma) |

|            |           |                           |
| Edusei 65’ | Marcatori | 39’ Perrone 68’ Banchelli |

| Arbitro: | Cassarà (Palermo) |

|                        |           |  |
| Music 49’ Oliveira 57’ | Marcatori |  |

| Arbitro: | Cesari (Genova) |

|             |           |  |
| Jiranek 70’ | Marcatori |  |

| Arbitro: | Rizzoli (Bologna) |

|                      |           |               |
| Tatti 78’ Mendil 88’ | Marcatori | 83’ Marcolini |

| Arbitro: | Messina (Bergamo) |

|           |           |           |
| Pasino 2’ | Marcatori | 59’ Tatti |

| Arbitro: | Nucini (Bergamo) |

|                         |           |                                                     |
| Diawara 36’ Zaniolo 80’ | Marcatori | 64’ (rig.) Gia. Tedesco 77’ Arcadio 90+4’ Vignaroli |

| Arbitro: | Dattilo (Locri) |

|                      |           |  |
| Scalzo 34’ Pinga 80’ | Marcatori |  |

| Cosenza 7 aprile 2002 30ª giornata | Cosenza             | 0 – 0 | Messina | Stadio San Vito\| Arbitro: \| P. Rossi (Ciampino) \| |
| Arbitro:                           | P. Rossi (Ciampino) |       |         |                                                      |

| Arbitro: | Ayroldi (Molfetta) |

|                                       |           |                  |
| Francioso 20’ Manetti 77’ Mhadhbi 83’ | Marcatori | 16’, 54’ Zaniolo |

| Arbitro: | Preschern (Mestre) |

|                                      |           |  |
| Moscardi 80’ Tatti 83’ Oshadogan 90’ | Marcatori |  |

| Arbitro: | Rizzoli (Bologna) |

|            |           |  |
| Zaniolo 6’ | Marcatori |  |

| Arbitro: | Cannella (Palermo) |

|             |           |  |
| Spinesi 78’ | Marcatori |  |

| Arbitro: | Messina (Bergamo) |

|                  |           |            |
| F. Giampaolo 22’ | Marcatori | 66’ Bonomi |

| Arbitro: | De Santis (Tivoli) |

|                             |           |                       |
| M. Esposito 43’ Suazo 45+1’ | Marcatori | 80’ Antonelli Agomeri |

| Arbitro: | Pieri (Genova) |

|                                   |           |                         |
| Edusei 29’ Mendil 38’ Zaniolo 79’ | Marcatori | 84’ Guidoni 89’ Furiani |

| Arbitro: | Rosetti (Torino) |

|            |           |                           |
| Tavano 12’ | Marcatori | 20’ Lentini 31’ Oshadogan |

### Coppa Italia

#### Fase a gironi
| Arbitro: | Gabriele (Frosinone) |

|           |           |               |
| Strada 5’ | Marcatori | 85’ Di Napoli |

| Arbitro: | Pieri (Genova) |

|           |           |  |
| Taldo 45’ | Marcatori |  |

| Arbitro: | Palanca (Roma) |

|                   |           |                                  |
| Nocerino 21’, 56’ | Marcatori | 34’ Bonfiglio 80’ (rig.) Fontana |